# Kaan Taşaner
Kaan Taşaner (ur. 23 kwietnia 1979 w Konya) – turecki aktor teatralny, filmowy i telewizyjny.

## Życiorys

### Wczesne lata
Urodził się w Konya jako syn tureckiej aktorki Sacide Taşaner. W latach 1999–2000 studiował na Wydziale Teatralnym w Konya Selçuk Üniversitesi - Konservatuarı Tiyatro Anasanat Dalı.

### Kariera
Występował na scenie w sztukach Karanlıkta İlk Işık Kubilay (1998), Asiye Nasıl Kurtulur (2000), Deli Dumrul (2001), Vanya Dayı (2003), Soyut Padişah (2004), Ana Hanım Kız Hanım (2005), Buzlar Çözülmeden (2006) i Eros Pansiyon (2009).
Brał udział w serialach i filmach, takich jak Büyük Buluşma, Piąty wymiar (Beşinci Boyut), Hakkını Helal Et, Wierny własnej szkole (Kendi Okulumuza Doğru), Kuzey Güney i Zmartwychwstanie: Ertugrul (Diriliş: Ertuğrul).
Za rolę Erdoğana Yaşarana w serialu Grzech Fatmagül (Fatmagül'ün Suçu Ne?) w 2012 roku otrzymał nagrodę TelevizyonDizisi.com dla najlepszego aktora drugoplanowego.
Spotykał się z turecką aktorką Selin Şekerci (2014).

## Wybrana filmografia
- 2004 - Büyük Buluşma
- 2005 - Beşinci Boyut jako Galip
- 2007 - Hakkını Helal Et jako Tayfun
- 2008 - Kendi Okulumuza Doğru jako Ozan Öğretmen
- 2010-2011 - Grzech Fatmagül (Fatmagül'ün Suçu Ne?) jako Erdoğan Yaşaran
- 2012 - Kuzey Güney jako Şeref Komiser
- 2013 - Kayıp jako Kemal Özdemir
- 2014-2019 - Diriliş Ertuğrul Gazi jako Gündoğdu
- 2016 - Rengarenk jako Can
- 2018: Sahin Tepesi jako Erkan Sarpkaya